# Ville morte III
Ville morte III est une peinture expressionniste d'Egon Schiele réalisée en 1911.

## Description
Le tableau est une variation, vue depuis le château, de Český Krumlov, ville de Bohême-du-Sud plusieurs fois représentée par le peintre. C'est à l'occasion de l'anniversaire de sa mère que Schiele prenait le temps de s'éloigner de la vie turbulente de Vienne. Le tableau représente un groupe de maisons entouré des trois côtés par un anneau bleu profond qui symbolise la Moldau de façon que le lieu paraisse flotter dans un espace indéterminé et abstrait. 
L'artiste représente la nature non seulement comme l'expression d'humeurs et de sensations, mais en tant que support d'un  contenu profond et énigmatique. La ville est comme une nature morte émergeant de l'obscurité, mystérieuse et visionnaire.

## Demande de restitution
Ville morte III avait été acheté à l'artiste par l'historien de l'art Arthur Roessler (1877–1955) qui l'avait revendu à l'avocat Alfred Spitzer (1861–1923). Le chansonnier viennois Fritz Grünbaum (1880–1941) l'avait ensuite acquis (entre 1925 et 1928). À la mort de ce dernier au camp de concentration de Dachau et après la déportation de sa femme Lilly Grünbaum (1898–1942) au camp d'extermination de Maly Trostenets, le tableau était en possession de Mathilde Lukacs, la sœur de Lilly Grünbaum. Elle avait en effet pu emporter une partie de la collection des Grünbaum lors de sa fuite en Belgique en 1938. Le 22 mai 1956, Mathilde Lukacs a vendu le tableau à la galerie Klipstein & Kornfeld de Berne, qui l'a revendu le 24 septembre 1956 à Otto Kallir, propriétaire de la galerie St. Etienne de New York, auquel Rudolf Leopold l'a racheté en 1958.
Le tableau de Schiele a été exposé, en même temps que d'autres de sa main provenant de la collection Leopold, lors d'une rétrospective Schiele au Museum of Modern Art de New York, fin 1997.
Le 1er janvier 1998, les héritiers de Fritz et Lilly Grünbaum, qui vivent aux États-Unis, ont fait une demande de restitution ainsi qu'une saisie du tableau (en même temps que le Portrait de Walburga Neuzil (Wally) sur demande des héritiers de Lea Bondi-Jaray).
En mai 1998, l'ordonnance du tribunal a rejeté la requête concernant la Ville morte III en précisant que les droits de succession n'avaient pu être formellement établis. Le tableau est alors retourné à Vienne dans le Musée Leopold  où il est exposé depuis sa réouverture en septembre 2001.  Le différend au sujet du Portrait de Wally  a duré jusqu'en juillet  2010 : un accord des parties a finalement permis le retour du tableau à Vienne.

## Source de la traduction
- (de) Cet article est partiellement ou en totalité issu de l’article de Wikipédia en allemand intitulé « Tote Stadt III » (voir la liste des auteurs).